# Malik Blumenthal
Malik Blumenthal (* 14. Juli 1992 in Berlin) ist ein deutscher Theater- und Filmschauspieler.

## Leben und Wirken
Malik Blumenthal gab 2015 in Uns geht es gut von Henri Steinmetz sein Spielfilmdebüt, in dem er gemeinsam mit Franz Rogowski, Angela Winkler, Jonas Dassler und Denis Moschitto spielte. Nach Gastrollen in den Fernsehserien Großstadtrevier und im Tatort war er in sechs Folgen der Miniserie Falkenberg – Mord im Internat? in der Rolle von Daniel zu sehen.
In Film König der Raben von Piotr J. Lewandowski, der im Oktober 2020 im Rahmen der Hofer Filmtage seine Premiere feierte, spielt er in der Hauptrolle Darko, einen jungen Mazedonier, der illegal in Deutschland lebt. Eine weitere größere Rolle erhielt Blumenthal in True Things von Harry Wootliff, ebenso in Glück von Henrika Kull.

## Filmografie (Auswahl)
- 2015: Uns geht es gut
- 2017: Tod einer Kadettin
- 2018: Jibril
- 2018: Yung
- 2019: Tatort: Inferno (Fernsehreihe)
- 2019: Falkenberg – Mord im Internat?  (Fernsehserie, 6 Folgen)
- 2019: Sunburned
- 2020: König der Raben
- 2021: True Things
- 2022: The Kids Turned Out Fine (Abschlussfilm der ifs Köln, Das kleine Fernsehspiel)
- 2022: Lauchhammer – Tod in der Lausitz (Fernsehserie, 6 Folgen)
- 2022: SOKO Potsdam (Fernsehserie, Folge Romy und Julian)
- seit 2022: Der König von Palma (Fernsehserie)
- 2023: SOKO Wismar (Fernsehserie, Folge Tiefer Fall)
- 2024: Tatort: Was bleibt (Fernsehreihe)
- 2024: SOKO Stuttgart (Fernsehserie, Folge Schneewittchens Tod)
- 2024: Un/Dressed
- 2024: SOKO Leipzig (Fernsehserie, Folge Die Unsichtbaren)
- 2024: Allein zwischen den Fronten
- 2024: Human Within (VR-Experience)

## Theaterengagements
- 2019: Vacance Du Moi, Ballhaus Ost
- 2019: Die Alleinseglerin, Ballhaus Ost[3]

## Auszeichnungen
Kinofest Lünen
- 2018: Auszeichnung mit dem Schauspielpreis (Jibril)